# Alícia del Regne Unit (comtessa d'Athlone)
Alícia del Regne Unit, comtessa d'Athlone (Londres 1882 - 1981). Princesa del Regne Unit amb el tractament d'altesa reial que va ser l'última neta viva de la reina Victòria I del Regne Unit. Nascuda l'any 1882 al castell de Windsor com a filla del príncep Leopold del Regne Unit i de la princesa Helena de Waldeck-Pyrmont. La princesa era neta de la reina Victòria I del Regne Unit i del príncep consort Albert de Saxònia-Coburg Gotha per via paterna, mentre que per via materna era neta del príncep i de la princesa.